# Столыпин, Александр Алексеевич
Александр Алексеевич Столыпин (1774, Пенза — 1847, [по другим сведениям — не позднее 27 ноября 1846], Симбирск) — коллежский асессор, мемуарист. В 1795—1797 адъютант А. В. Суворова.

## Биография
Из дворян Пензенской губернии. Происходил из древнего русского дворянского рода Столыпиных. Старший сын отставного поручика и пензенского помещика Алексея Емельяновича Столыпина, прадеда поэта М. Ю. Лермонтова. Имел братьев Афанасия, Елизавету, Аркадия, Николая. Первоначально получил домашнее образование; поступил на военную службу не ранее 1789 г., начал унтер-офицером Конной гвардии. вместе с родителями, братьями и сестрами, с 14 июня 1793 г. внесен в VI ч. Дворянской родословной книги Пензенского наместничества; из вахмистров лейб-гвардии Конного полка с 9 июля 1795 г. пожалован во флигель-адъютанты штаба главнокомандующего русскими войсками в Польше генерал-фельдмаршала графа А. В. Суворова-Рымникского, по всей видимости, не без протекции родственника — Акима Васильевича Хастатова, подполковника Стародубовского кирасирского полка, которому А. А. Столыпин приходился шурином и который, ранее служивший в чине армии премьер-майора пехотных полков генерал-адъютантом штаба генерал-аншефа А. В. Суворова, был хорошо знаком полководцу по службе и по участию в русско-турецкой войне 1787—1791 гг., а также имел определённые связи при дворе императрицы Екатерины II.
А. А. Столыпин служил флигель-адъютантом штаба графа А. В. Суворова-Рымникского в Варшаве, Гродно, Санкт-Петербурге и Тульчине по 1 марта 1797 г.; из Санкт-Петербурга в августе 1795 г. явился в к месту службы в Варшаву; кроме исполнения адъютантских обязанностей, проходил солдатское учение в пехотных полках под руководством Суворова и по представлению генерал-фельдмаршала, в правление Екатерины II имевшего привилегию и право жаловать в армейские воинские чины до полковника включительно (кроме гвардии) и назначенного с 24 ноября 1796 г. командующим Екатеринославской дивизией, в течение последующих полутора лет был произведен из унтер-офицеров в чин капитана пехотных полков Екатеринославской дивизии; весной 1796 г. в составе свиты Суворова из С.-Петербурга убыл в украинский г. Тульчин, определённый квартирой суворовского штаба; по представлению графа Суворова, из армии капитанов с 8 ноября 1796 г. произведён в секунд-майоры Екатеринославской дивизии, однако, вступивший на русский престол император Павел I не утвердил этого производства; из флигель-адъютантов с 24 ноября 1796 г. пожалован в генерал-аудитор-лейтенанты Екатеринославской дивизии, с оставлением в должности флигель-адъютанта; после отставки с 27 января 1797 г. от командования Екатеринославской дивизией и увольнения с 6 февраля 1797 г. от военной службы генерал-фельдмаршала графа Александра Суворова, его отъезда из Тульчина в ссылку в своё новгородское поместье, А. А. Столыпин, простившись 1 марта 1797 г. с полководцем, в чине армии капитана оставался при Екатеринославской дивизии.
Во время опалы и ссылки графа А. В. Суворова-Рымникского адъютанты его штаба, расформированного в январе — феврале 1797 г., были отставлены от своих должностей и определены на службу в гарнизонные и другие полки. В частности, служивший в штабе Суворова вместе с А. А. Столыпиным и состоявший при графе генерал-адъютантом в чине армии подполковника пехотных полков Петр Тищенко, пожалованный в чин и должность с 1 марта 1795 г. из ротмистров Стародубского карабинерного полка, с 30 января 1797 г. был определён подполковником в Рижский гарнизонный полк; позднее Пётр Тищенко был уволен от службы в том же чине подполковника и летом 1814 года он продал своё имение в Симбирском уезде бывшему подчиненному — коллежскому асессору Столыпину. После отъезда графа А. Суворова в ссылку капитан Александр Столыпин из генерал-аудитор-лейтенантов при Екатеринославской дивизии в ранге армии капитана с переименованием в ротмистры легкой кавалерии был определён на службу в генерал-майора Ф. А. Боровского гусарский (Мариупольский) полк Екатеринославской дивизии, и с 30 октября 1797 г., по прошению, отставлен от военной службы в том же чине ротмистра. Отставным ротмистром в конце 1790-х — начале 1800-х гг. А. А. Столыпин жил в Петербурге, в доходном доме под № 172 по Невскому проспекту 3-го квартала Литейной части, принадлежавшем прокурору Коммерц-коллегии в чине действительного статского советника Андрею Егоровичу Фаминцыну. в С.-Петербурге жил и его младший брат — Аркадий Столыпин, с 24 декабря 1797 года из коллегии — юнкеров назначенный товарищем директора 3-й экспедиции Государственного вспомогательного банка для дворянства и в период правления Павла I сделавший стремительную карьеру, дослужившись из юнкеров Юстиц-коллегии (титулярного юнкера с.-петербургской канцелярии генерал-прокурора с декабря 1796 г.) до чина надворного советника (с 21 августа 1800 г.) и назначения на должность пензенского губернского прокурора.
После возвращения генерал-фельдмаршала графа А. В. Суворова-Рымникского из новгородской ссылки и его назначения с 1 марта 1799 г. главнокомандующим союзной русско-австрийской армией в Итальянском походе, не позднее 1 июля 1799 г. Столыпин вновь намечался к назначению адъютантом в штаб к генерал-фельдмаршалу, в чём граф А. В. Суворов-Рымникский, в начале июля 1799 г. находившийся в итальянском г. Александрии, выражал свое согласие в С.-Петербург: «Служившего при мне капитана Столыпина я принимаю охотно…», — это назначение, однако, по неизвестной причине не состоялось. «Воспоминания об Александре Васильевиче Суворове», написанные в 1844 г. А. А. Столыпиным незадолго до кончины, были опубликованы в журнале «Москвитянин» за 1845 г., ч. 3, № 5/6, отд. «Наука», стр. 1-16.
После отъезда в январе 1801 г. из С.-Петербурга в Москву, в которой до 1806 г. отцу А. А. Столыпина — Алексею Емельяновичу, принадлежала дворовая усадьба на пересечении Антипьевского (ныне — Колымажного) и Большого Знаменского переулков (на этом месте теперь расположен комплекс зданий Министерства обороны РФ), отставной ротмистр Александр Алексеевич Столыпин с переименованием в прежний чин «состоящего не у дел» армии капитана был определён чиновником при высочайше учрежденной 20 мая 1801 г. Коронационной комиссии под руководством верховного коронационного маршала кн. Н. Б. Юсупова-старшего и принимал непосредственное участие в подготовке мероприятий торжества коронации императора Александра I, проходивших в сентябре 1801 г. в Москве; в честь коронации Александра I и «в воздаяние усердия и трудов чиновников, употребленных Комиссией о коронации к разным должностям и ею отлично рекомендованных», среди прочих прикомандированных к Коронационной комиссии чиновников и офицеров с 14 октября 1801 г., по высочайшей конфирмации, пожалован из «состоящих не у дел» армии капитанов в чин коллежского асессора, в котором впоследствии и служил до конца жизни чиновником и по выборам дворянства.
А. А. Столыпин в боевых походах не был, в сражениях не участвовал, о чём часто упоминается в биографических материалах о нём, в том числе в сражениях Отечественной войны 1812 г. и зарубежных походов 1813—1814 гг., в которых отличились его младшие братья.
Женившись в 1805 г. на дочери пензенского губернского предводителя дворянства Александра Никитича Потулова — Екатерине, и поселившись с семьей в саранском имении, коллежский асессор А. А. Столыпин в 1808 г. был избран на 3-летие (с 1809 по 1811 г.) предводителем дворянства Саранского уезда Пензенской губернии.
В марте 1817 г., незадолго до смерти отца по пути на Кавказ, в с. Тарханы Чембарского уезда Пензенской губернии А. А. Столыпин навещал свою сестру — вдову-поручицу Елизавету Алексеевну Арсеньеву, бабушку поэта М. Ю. Лермонтова; на 1 июня 1817 г. в чине коллежского асессора А. А. Столыпин служил судьей Симбирского губернского совестного суда (выбыл не позднее 20.11.1820 г.) и был пожалован кавалером ордена Святого Владимира 4-й ст.; в том же чине и в той же должности с 01.01.1818 г. избран членом-учредителем (одним из «директоров») Комитета симбирского отделения Российского библейского общества, закрытого в 1824 г.; с 27.11./18.12.1817 г. стал членом-основателем симбирской масонской ложи «Ключа к Добродетели» (Основатель и бессменный досточтимый мастер — Баратаев Михаил Петрович), с 01.03.1818 г. избран членом ложи 2-й степени, однако, с 11.12.1818 г. был исключен из её членов за непосещение собраний; в симбирском доме А. А. Столыпина в мае 1819 г. и в феврале 1821 г. останавливался проезжавший через г. Симбирск сибирский генерал-губернатор граф М. М. Сперанский, оставивший в своих дневниках отзыв о гостеприимстве Екатерины Александровны Столыпиной.
А. А. Столыпин с супругой — Екатериной, дочерьми Марией, Агафией и Варварой летом 1825 г. посещал Кавказские минеральные воды в Пятигорске, где встречался с сестрой — Елизаветой Алексеевной Арсеньевой и своим внучатым племянником, молодым поэтом М. Ю. Лермонтовым, рассказывая ему о подвигах А. В. Суворова-Рымникского, гостил в кавказском имении Шелкозаводском (Земной рай тож) другой своей сестры — вдовы генерал-майора Екатерины Алексеевны Хастатовой.
А. А. Столыпин был активным деятелем симбирской общественной жизни, став одним из инициаторов и с 13.06.1833 г. избранным членом Симбирского комитета по сооружению памятника Н. М. Карамзину; в том же чине коллежского асессора А. А. Столыпин с 04.06.1835 по 16.04.1838 г. служил чиновником по ведомству Министерства народного просвещения в должности почетного попечителя Симбирской губернской гимназии, и по должности 20.06.1837 г. встречал Е. И. Высочество наследника цесаревича Великого князя Александра Николаевича, посетившего Симбирскую губернскую гимназию и Благородный пансион при ней. Отзыв о начальном периоде деятельности Столыпина в гимназии оставил ректор Казанского университета Н. И. Лобачевский, в марте 1836 г. инспектировавший Симбирскую гимназию: «Почетный попечитель Столыпин часто посещает и гимназию, и пансион, спрашивает уроки, бывает в Педагогических советах, требует, чтобы ничего не делалось в гимназии и пансионе без его разрешения, определяет и увольняет в пансионе надзирателей, эконома и служителей, не присутствует в Педагогическом совете когда экзаменуют в учителю после того, как Университет отказал утвердить одного просителя, который в гимназии был удостоен. Вообще требования г. Столыпина показывают, что он не вникает хорошо в свою обязанность, принимая на себя более, нежели сколько принадлежит ему по званию. Ко всему этому, однако, по уважению лет г. Столыпина надобно снизойти. При личном моем осмотре, я постараюсь устранить это неудобство» (см.: Материалы для биографии Н. И. Лобачевского. Под ред. Л. Б. Модзалевского. М.-Л. АН СССР. 1948. Стр. 375). А. А. Столыпин, вскоре после университетской инспекции, по должности 23.08.1836 г. встречал императора Николая I, приехавшего 22.08.1836 г. в Симбирск и на следующий день посетившего Симбирскую губернскую гимназию и Благородный пансион при ней; оставшись довольным от осмотра гимназии и пансиона и их воспитанников, император выразил А. А. Столыпину своё благоволение.
В браке с коллежским асессором А. А. Столыпиным урождённая Екатерина Александровна Потулова (1787 — 29.03.1867) имела трех дочерей, приходившихся по матери двоюродными сестрами известному церковному композитору, чиновнику особых поручений при московском военном генерал-губернаторе графе А. А. Закревском, статскому советнику Николаю Михайловичу Потулову и его братьям: девицу Марию (1805, Москва — 24.09.1879, Симбирск), которой нередко приписывают годы жизни её родственницы и полной тёзки — Столыпиной Марии Александровны, урождённой Устиновой (24.01.1812 — 22.12.1876), жены младшего брата А. А. Столыпина — Афанасия Алексеевича Столыпина, отставного артиллерии штабс-капитана, общепризнанного главы рода Столыпиных к 1830-м гг., с 15.01.1840 г. высочайше утвержденного, из двух избранных саратовским дворянством кандидатов, в должности Саратовского губернского предводителя дворянства (высочайше уволен от должности с 17.05.1842 г. по случаю содержания винных откупов в Саратовском и др. уездах); Агафью, в замужестве Дохтурову (1808, Саранск — 29.11.1874, Москва), гвардии штаб-ротмистршу; Варвару, в замужестве Коханову (01.05.1816, Симбирск — 02.03.1870, С.-Петербург), гвардии полковницу; все три дочери Е. А. Столыпиной получили домашнее образование, их учительницей была наставница 3-го выпуска (1821) Императорского Московского воспитательного дома Мария Андреева-Сердобинская.
В Пензенской гражданской палате 27.08.1824 г. между наследниками (Екатериной Александровной Столыпиной, Михаилом и Григорием Александровичами Потуловыми) был утвержден раздел недвижимых имений статского советника Александра Никитича и жены его Аграфены Григорьевны Потуловых, покойных родителей Екатерины Александровны Столыпиной и её родных братьев — чиновника IV-го класса и кавалера Михаила Александровича Потулова и полковника (будущего генерал-майора) и кавалера Григория Александровича Потулова. Е. А. Столыпиной отошли имения в селе Дмитриевском (Базарный Сызган тож) Карсунского уезда, в селе Архангельском (Жемновка тож) Сызранского уезда, в селе Преображенском (Загоскино тож) Сенгилеевского уезда Симбирской губернии.
Вскоре после отставки мужа с должности симбирского совестного судьи Е. А. Столыпина в 1822 г. приобрела у дворян Киндяковых в г. Симбирске 2-этажный дом (по-видимому, ранее дом нанимался), с первым жилым этажом каменным, вторым жилым этажом — деревянным, с принадлежащими к нему садом, жилыми и холодными строениями, состоящим в 1-й части 2-го квартала, в Покровской улице под № 127 (ныне улица Льва Толстого, дом снесён в 1930-х гг.); в этом доме устраивались званные балы и театральные постановки, здесь же скончался А. А. Столыпин (вероятно не позднее августа 1845 г.), его супруга — Екатерина, и их девица дочь — Мария, от которой дом наследовал её племянник — гвардии ротмистр Алексей Петрович Коханов. Сами А. А., Е. А и М. А. Столыпины были погребены на кладбище Симбирского Покровского мужского монастыря, однако, их захоронения, как и симбирский дом, в котором они жили, не сохранились; в августе 1845 — феврале 1846 гг. вдова Е. А. Столыпина в память покойного мужа своим иждивением восстановила обветшавший и утративший богослужебную функцию третий придел верхнего этажа монастырской Благовещенской церкви и его убранство, который 04.02.1846 г. был вновь освящен в честь Святого Александра Невского, считавшегося покровителем семьи Столыпиных, и в котором вновь открылись церковные службы; 25.02.1842 г. Е. А. Столыпина за 4857 руб. серебром купила у статского советника и кавалера Андрея Васильевича Бестужева недвижимое имение в дер. Городище Симбирского уезда той же губернии, в коем, по 8-й ревизии −1833 г., состояло 33-37 крестьянских душ муж. пола, с их семействами, землей и угодьями, всего 220 десятин (это имение с 24.04.1844 г. состояло под залогом в Комитете снабжения войск сукном за выданные задатки на поставку сукна для казённых нужд в 1844—1845 гг.); 27.11.1846 г. вдова Екатерина Александровна и её дочери — девица Мария Александровна, ротмистрша Дохтурова Агафья Александровна и гвардии ротмистрша Каханова Варвара Александровна разделили между собой наследственное имущество умершего А. А. Столыпина, оцененное почти в сто тысяч рублей серебром, в том числе имения в селах Сумароково и Вырыпаевке Саранского уезда Пензенской губернии, в деревнях Крестниковой Симбирского уезда, Никитиной и Богдановке Буинского уезда Симбирской губернии (отошли А. А. Дохтуровой), в селе Богородском (Загудаевка тож) и в сельце Линевке Симбирского уезда той же губернии (отошли В. А. Кахановой). Вскоре после раздела имущества покойного мужа, в Симбирской палате гражданского суда Е. А. Столыпина 18.08.1847 г. совершила купчую у своего родного племянника — полковника (будущего генерал-майора) Владимира Михайловича Потулова, на принадлежавшую ему ненаселенную пахатную и непахатную землю (150 десятин) при селе Преображенском (Загоскино тож) Сенгилеевского уезда Симбирской губернии, последовательно расширяя своё имение (в том же месяце — 04.08.1847 г., здесь же, Е. А. Столыпина за 4 560 руб. серебром купила у поручика Андрея Ивановича Бровцына его имение в с. Преображенском (Загоскино тож) Сенгилеевского уезда Симбирской губернии, в коем, по 8-й ревизии — 1833 г., состояло 33 ревизских душ муж. пола, без раздробления семейств, с их имуществом, домами и всей землей без остатка). Екатерина Александровна была хозяйственной помещицей, она приобретала для своих крестьян новые образцы сельскохозяйственной техники, распространяемые в Симбирской губернии Императорским вольным экономическим обществом и Императорским московским сельскохозяйственным обществом (открывшего отделение в г. Симбирске), занималась казенными подрядами на поставку сукна для военных нужд с фабрики в Линевке. К началу крестьянской реформы 1861 г. Е. А. Столыпиной, кроме дома в г. Симбирске, принадлежали поместья и крестьяне в с. (дер.) Городищи Симбирского уезда, в с. Архангельском Сызранского уезда и в с. Преображенском (Загоскино тоже) Сенгилеевского уезда Симбирской губернии, а также в с. Александрово и в с. Екатериновка Николаевского уезда Самарской губернии.

### Имения
В Саранском уезде Столыпиным принадлежала родовая вотчина — село Покровское, Ивашевка, а также двор в уездном городе Саранске на ул. Трехсвятской, имения в селе Елховка на реке Инсаре, в селе Ингеняр Пятина, с. Вырыпаево, в сельце Саморуково (Сумароково), в с. Нечаевка, с. Вельяминово, с. Малые Березняки и другие; по разделу имущества между братьями в 1810 г. получил от отца — отставного армии поручика Алексея Емельяновича Столыпина, село Пальцино Ставропольского уезда Симбирской губернии (с 1851 г. — Самарской губернии), одно из главных имений А. Е. Столыпина в этой губернии, и поселился с семьей в г. Симбирске; кроме имений в Ставропольском уезде А. А. Столыпин получил от отца в Буинском уезде (Тагайской округи) деревни Багдановку, Микишино и Орловку (Бутырки тож), поместье в селе Загоскино (Преображенское тож) Сенгилеевского уезда, в Симбирском уезде — поместья в сёлах Загудаевке, Крестникове и сельцо Линёвку, при которой в 1817 г. А. А. Столыпин основал суконную фабрику, в итоге став крупным симбирским помещиком — предпринимателем, а в Саранском уезде Пензенской губернии за ним до начала 1840-х гг. оставались родовые поместья в с. Сумароково и в с. Вырыпаево, в коих было, по 8-й ревизии — 1833 г., 4 дворовых и 152 крестьянских душ муж. пола, с их семействами, землей и угодьями, заложенные 17.04.1844 г. в Московском опекунском совете, за выдачу ссуды, сроком на 37 лет, в сумме 13 260 руб. серебром; за ним же было имение в дер. Княжухе Саранского уезда, в коем, по 8-й ревизии — 1833 г., было 2 дворовые и 34 крестьянских душ муж. пола, с их семействами, землей и угодьями, заложенное с 28.01.1844 г. в Комитете снабжения войск сукном, за выданные задатки по поставке сукна для казённых нужд в 1844—1845 гг.; в Ставропольском уезде Симбирской губернии за А. А. Столыпиным был обмежеванный во время генерального межевания Соловецкий остров при р. Волге, называемый по владельцу островом Столыпина, заключающий в себе 249 десятин и 1162 квадратные сажени, на который А. А. Столыпину 10.03.1842 г. было выдано свидетельство для залога в Симбирском приказе общественного призрения; с 19.08.1843 г. в Пензенской палате гражданского суда утвержден, совместно с братом — Афанасием Алексеевичем, племянниками — титулярным советником Николаем, майором Алексеем, поручиком Дмитрием Аркадиевыми и прапорщиком Аркадием Дмитриевым Столыпиными, в разделе имений умершего брата — генерал-лейтенанта Николая Алексеевича Столыпина, состоящих в разных губерниях, коему принадлежало 635 дворовых и крестьянских семейств с их землей и имуществом, и оцененных в 89 575 руб. серебром.